# Kalpna Joshi
Kalpna Joshi (* 30. November 1983) ist eine deutsche Schauspielerin und  Synchronsprecherin.

## Werdegang
Kalpna Joshi studierte an der Filmschauspielschule Berlin.
Als Synchronsprecherin lieh sie Vanessa aus der Serie Neds ultimativer Schulwahnsinn und Carly Diggle aus der Serie Arrow ihre Stimme.

## Synchronisation
- 2004: Kujibiki Unbalance
- 2004–2007: Neds ultimativer Schulwahnsinn
- 2013: Planes
- 2013: Toy Story of Terror
- seit 2017: Dino Dana
- 2019: Cats